# جين جيربر
جين جيربر (بالإنجليزية: Jane Gerber)‏ هي مؤرخة أمريكية، ولدت في 1938 في بروكلين في الولايات المتحدة.